# Life Peerages Act 1958
Der Life Peerages Act aus dem Jahr 1958 regelt die Erhebung einer Person in den persönlichen Adel in Großbritannien.
Mit dem Gesetz wurde die auch heute noch gültige Rechtsgrundlage für die Ernennung eines Life Peers geschaffen. Den Stand des Life Peers gab es bereits vor diesem Gesetz, so waren die Lordrichter (Law Lords) seit 1876 unter dem Appellate Jurisdiction Act 1876 als Life Peers Mitglieder des House of Lords. Auch vor diesem Gesetz wurden von verschiedenen Herrschern Life Peers geschaffen, doch diese nahmen nie einen Sitz im House of Lords ein.
Ein Life Peer hat einen Sitz im House of Lords und wird vom Monarchen auf Vorschlag des Premierministers ernannt. Der Premierminister kann damit die Zusammensetzung des Oberhauses beeinflussen.
Eine wesentliche Änderung der bisherigen Zusammensetzung des House of Lords war, dass nun auch Frauen als Life Peers in das Oberhaus aufgenommen werden konnten.
Eine weitere Änderung, die durch das Gesetz herbeigeführt wurde, war, dass ehemalige Premierminister nun in der Regel nicht mehr in den erblichen Adelsstand des Earl oder Viscount erhoben werden, sondern wie alle anderen Life Peers zum Baron ernannt werden.